# Papeles sueltos
Papeles sueltos fue un programa cultural de televisión que se emitió en el año 2003 por el canal marginal de cable de Argentina, P+E;

[...] un espacio de reflexión para la discusión, la polémica, el debate sobre los temas artísticos, literarios, filosóficos, históricos, en suma culturales.

El programa estaba conducido por Antonio Carrizo, quien a menudo lo hacía con un gran entusiasmo. Constaba de un panel (en realidad una mesa) fijo, conformado por Juan José Sebreli, Tomás Abraham y Horacio Sanguinetti.
 
Muchas veces acudían invitados especializados en el tema que ese día se tocaría.

## Características
Así describe un panelista, en comparación a otro, el programa: 

Con Carrizo y Tomás Abraham teníamos terribles turbulencias, sin embargo, con todas las peleas que teníamos, no me aburrí, que es lo principal. Aguafiestas es una experiencia novedosa porque tiene una estética superior, una escenografía más ambiciosa. Y en el otro [Papeles sueltos] eran papeles sueltos, una conversación de café, una cosa nos llevaba a la otra, en cambio en este programa tratamos un tema específico.

Era un programa en el que, por ejemplo, Sebreli tajantemente decidía que Nietzsche no era un autor tan importante como su fama y que su mejor libro era Humano, demasiado humano; en el que, cuando el tema era Kafka, Tomás Abraham decía que no tenía mucho que decir de dicho autor porque "hacía mucho que no lo leía"; en el que cuando el tema era la música, Abraham refería su predilección por Bob Dylan, en tanto que Sebreli lo minusvaloraba a «trovador». Un programa en el que Carrizo muy a menudo traía a colación una remembranza de Jorge Luis Borges o defendía el Ulises de Joyce, mientras que Sebreli no. 

En tanto, Horacio Sanguinetti, un poco más al margen, solía hablar de música y, en gran parte, de ópera.